# Alfredo Fabietti
Alfredo Fabietti (Cetona, 19 giugno 1893 – Firenze, 15 luglio 1966) è stato uno scrittore e traduttore italiano.

## Biografia
Fratello minore di Ettore Fabietti (li separava un ventennio), seguì il fratello a Milano e studiò da maestro, trovando impiego come maestro elementare proprio nel capoluogo lombardo. Parallelamente alla sua attività nelle scuole fu anche scrittore: dopo aver esordito nel 1924 scrisse romanzi e raccolte di racconti, alcuni dei quali indirizzati a un pubblico di ragazzi; nel 1936 vinse il premio letterario «Diritti della scuola» con il romanzo Sole di novembre. Fu anche prolifico traduttore, specialmente di letteratura francese ma tradusse anche dall'inglese, dal tedesco e dal russo. Con l'approssimarsi della seconda guerra mondiale la sua produzione letteraria andò rarefacendosi. Fu il primo sindaco di Cetona nel 1944, rappresentando il Comitato di Liberazione Nazionale. Proprio a Cetona gli è stato dedicato un parco cittadino; il figlio Renato Fabietti fu partigiano, poeta e storico.

## Opere

### Curatele
- Guy de Maupassant, Novelle, Milano, Morreale, 1926 (con Bruno Dell'Amore)
- Fram! il viaggio polare di Nansen, Torino, Paravia, 1933
- Fiorita di racconti, Como, Omarini, 1940 (con Michele Della Vigna)
- Gli occhi alle stelle: racconti della fede, Como, Omarini, 1940
- I lupi della montagna, Como, Noseda, 1945
- Creature, Como, Noseda, 1947
- Le maraviglie del cinema, Torino, UTET, 1961

### Narrativa
- Birilli campanaro, Palermo, IREI, 1924
- Stanley attraverso il continente nero, Torino, Paravia, 1924
- La casa sul colle, Milano, Morreale, 1925
- Festa in famiglia, Firenze, Vallecchi, 1933
- Due ragazzi in Abissinia: avventure di terra e di cielo, Milano, Genio, 1935
- Sole di novembre, Milano, Treves, 1935
- Lo spezzatore di rocce: la vita giovanile dell'esploratore Henry Stanley, Milano, Bompiani, 1935
- Caporal bicchi, Milano, La Nuova Italia, 1936
- Un posto al sole: avventura di pionieri, Milano, Genio, 1936
- Il tamburino dell'imperatore, Torino, SEI, 1936
- L'amba selvaggia. Avventure sui laghi d'Etiopia, Milano, Genio, 1937
- La caverna sul mare, Milano, Vallardi, 1938
- La penna sul cappello, Torino, SEI, 1939
- Sil. Un ragazzo italiano al Sudan, Milano, Vallardi, 1941
- Il naufragio della Hansa, Torino, Paravia, 1942
- Racconti delle colline, Torino, SEI, 1944
- Luca di Poggio al Vento, Milano, Vallardi, 1955
- Le avventure di Ulisse, Milano, Istituto Edizioni Artistiche, 1962
- Storie e fantasie a colori, Milano, Signorelli, 1964

### Saggi
- L'epopea africana da Cesare a Mussolini, Milano, Zucchi, 1936 (con Luigi Timbaldi)
- Ippolito Nievo, Milano, Zucchi, 1937
- Le crociate, Milano, Vallardi, 1940
- Gustavo Bianchi nella terra dei galla e nella Dancalia infuocata, Torino, Paravia, 1940
- Italiani alla scoperta della terra, Torino, Paravia, 1941

### Traduzioni
- Henry Gréville, Chenerol, Milano, Treves, 1923
- Françoise Coppée, Una giovinezza, Milano, Imperia, 1923
- Alphonse de Lamartine, Graziella, Firenze, Vemporad, 1923
- Pierre Loti, L'esiliata: viaggi, Milano, Imperia, 1924
- Frédéric Mistral, Le mie origini: memorie e racconti, Milano, Morreale, 1924
- Jules Verne, I figli del capitano Grant, Milano, Morreale, 1925
- Jules Verne, Cinque settimane in pallone, Milano, Morreale, 1925
- Louis Hémon, Mosca cieca, Milano, Morreale, 1925
- Guy de Maupassant, Vita errabonda, Milano, Morreale, 1925
- Ernest Pérochon, Nena, Milano, Bietti, 1926
- Turoldo, La battaglia di Roncisvale; la canzone di Rolando; il tradimento di Gano, Sesto San Giovanni, Barion, 1927
- Gustave Le Bon, Psicologia delle folle, Milano, Monanni, 1927
- Alexandre Dumas padre, I tre moschettieri, Milano, Barion, 1928
- Frédéric Mistral, Avventure attorno casa, Venezia, La Nuova Italia, 1929
- Eugenio de Molder, Il giardiniere della Pompadour, Milano, Maia, 1929
- Alphonse Daudet, Lettere dal mio mulino, Milano, Treves, 1929
- Joseph Bédier, Il romanzo di Tristano e Isotta, Milano, De Agostini, 1929
- Stendhal, Il rosso e il nero, Firenze, Vallecchi, 1931
- Edmond de Goncourt, La Du Barry, Milano, L'editoriale moderna, 1931
- Alphonse Daudet, Il fanciullo spione e altri racconti, Torino, Paravia, 1931
- Henri Bernardin de Saint-Pierre, Paolo e Virginia, Firenze, Vallecchi, 1931
- Alphonse Daudet, Racconti del lunedì, Firenze, Vallecchi, 1931
- Alphonse Daudet, Tartarino di Tarascona, Torino, Paravia, 1931
- Henry Gréville, Via Crucis, Bologna, Cappelli, 1931
- Honoré de Balzac, Il colonnello Chabert, Milano, Treves, 1931
- Alfred de Musset, Le due amanti e altri racconti, Milano, Treves, 1931
- Honoré de Balzac, Eugenia Grandet, Sesto San Giovanni, Barion, 1932
- Louis Rousselet, L'incantatore di serpenti, Torino, Paravia, 1932
- Henry Bordeaux, La paura di vivere, Milano, Bietti, 1932
- Louis Madelin, La rivoluzione, Bologna, Cappelli, 1933
- Avventure di due piccoli messicani, Torino, Paravia, 1933
- Adhémar Montgon, Giulio Cesare, Milano, Vallardi, 1934
- Jack London, Ragazzi avventurosi, Milano, La Nuova Italia, 1936
- Théophile Gautier, Il capitan Fracassa, Sesto San Giovanni, Barion, 1938
- George Sand, Indiana, Firenze, Vallecchi, 1938
- Eugenie John, Elisabetta dai capelli d'oro, Milano, Barion, 1939
- Xavier de Maistre, La giovane siberiana, Milano, Bompiani, 1943
- Nikolaj Vasil'evič Gogol', Taras Bulba, Milano, Cibelli, 1953
- Lew Wallace, Ben-Hur, Torino, UTET, 1959
- Herman Melville, Moby Dick, Torino, UTET, 1959
- Hector Malot, Senza famiglia, Milano, Istituto edizioni artistiche, 1962
- Robert Louis Stevenson, L'isola del tesoro, Milano, Bietti, 1969